# (2985) Shakespeare
(2985) Shakespeare (1983 TV1; 1962 JJ; 1976 GV; 1978 RY4; 1978 TM3; 1980 BT3) ist ein ungefähr zehn Kilometer großer Asteroid des äußeren Hauptgürtels, der am 12. Oktober 1983 vom US-amerikanischen Astronomen Edward L. G. Bowell am Lowell-Observatorium, Anderson Mesa Station (Anderson Mesa) in der Nähe von Flagstaff, Arizona (IAU-Code 688) entdeckt wurde. Er gehört zur Koronis-Familie, einer Gruppe von Asteroiden, die nach (158) Koronis benannt ist.

## Benennung
(2985) Shakespeare wurde nach dem Dramatiker, Lyriker und Schauspieler William Shakespeare (1564–1616) aus dem Königreich England benannt.